# 蓟州白塔
40°02′39″N 117°23′48″E / 40.04417°N 117.39667°E
蓟州白塔旧称渔阳郡塔和观音寺白塔，创建于隋代， 辽清宁四年（1058年）重建，后多有修缮。白塔位于天津市蓟州区市区西南隅，独乐寺正南300米，原本是独乐寺的一部分。1954年列为天津市文物保护单位（1982年7月9日重新公布），2013年入选第七批全国重点文物保护单位。

## 历史
白塔旧称渔阳郡塔，通过对里塔木料进行碳14测定确定其始建于1400年以前的隋代，辽清宁四年（1058年）按辽代风格重修，明嘉靖十二年（1533年）在塔前修建观音寺，塔身白色，亦称观音寺白塔。明嘉靖、隆庆、万历和清乾隆年间重修白塔。1976年唐山大地震中，塔身震损，通体酥裂，1983年，白塔大修加固。

## 建筑

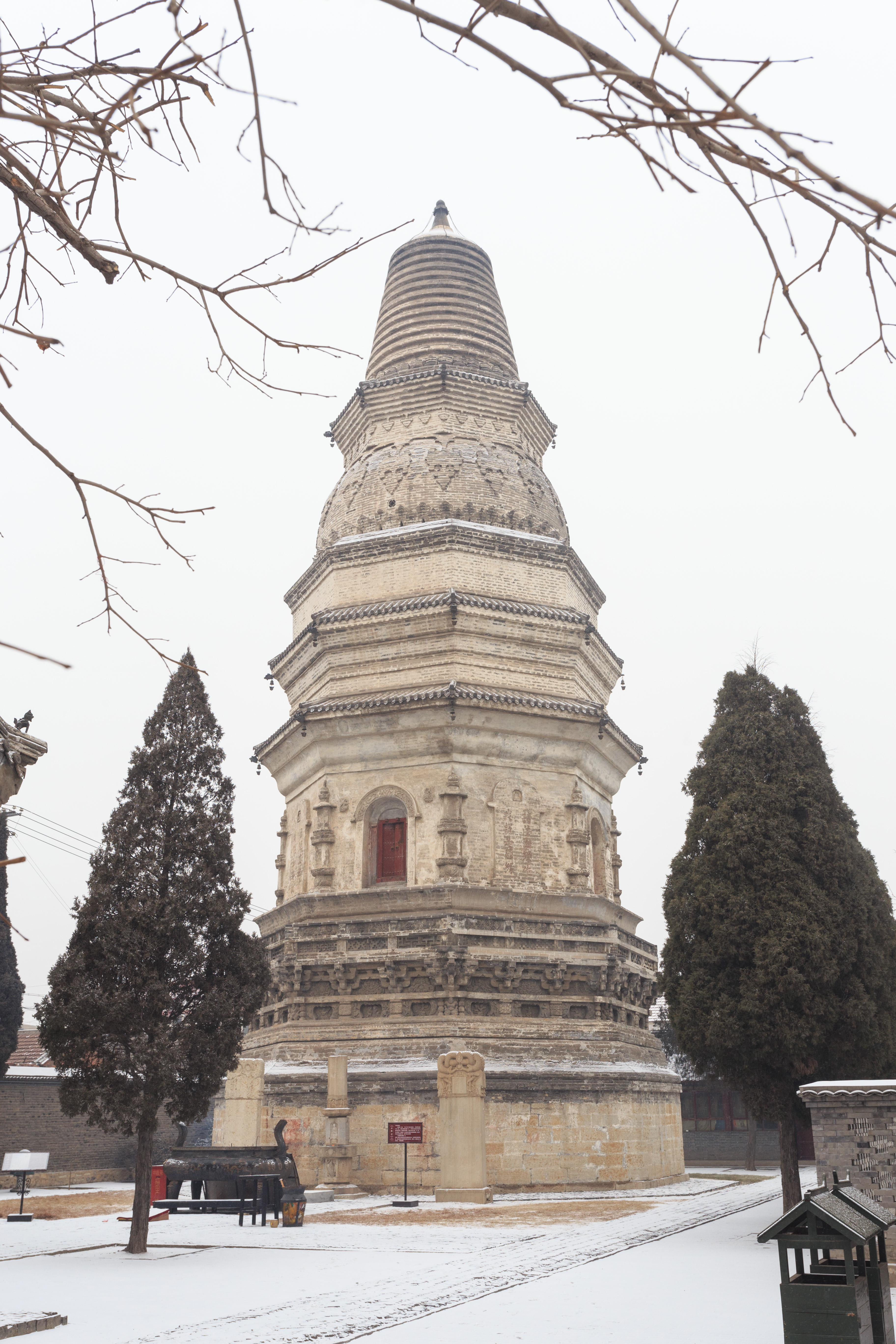
蓟州白塔

白塔平面八角形，通高30.6米。白塔基下部砌花岗石条，上部筑仿木砖雕须弥座，其壶门内浮雕舞乐伎，是研究辽代音乐舞蹈的重要例证。白塔身南面设门，内置佛龛；东、西、北三面设砖雕假门；四个侧面凸雕碑形，上书佛教偈语佛偈语：“诸法因缘生，我说是因缘”。八个转角处作重层小塔。塔身上出三层砖檐，檐角系铜铎。白塔檐上置塔座承覆钵形圆肚、十三天和铜刹。素有“金峰平挂西天月，玉柱直擎北塞云“之誉。白塔下部为密檐塔型，上部砌作覆钵式，是中国辽塔造型奇特之一例。
1932年，梁思成在蓟州考察后所撰写的《蓟州观音寺白塔记》一文中写道：“登独乐寺观音阁上层，则见十一面观音，永久微笑，慧眼慈祥，向前凝视，若深赏蓟城之风景幽美者。游人随菩萨目光之所之，则南方里许，巍然耸起，高冠全程，千年来作菩萨目光直焦点者，观音寺塔也。塔之位置，以目测之，似正在独乐寺之南北中线上，自阁远望，则不偏不倚，适当菩萨之前，故其建造，必因寺而定，可谓独乐寺平面配置中之一部分；广义言之，亦可谓为蓟城千年前城市设计之一着，盖今所谓‘平面大计划’者也”。